# Świdniki
Świdniki [pronunciación en polaco: /ɕfidˈniki/] es un pueblo ubicado en el distrito administrativo de Gmina Miączyn, dentro del condado de Zamość, Voivodato de Lublin, en el este de Polonia. Se encuentra a unos 22 kilómetros al noreste de Zamość y a 84 kilómetros al sureste de la capital regional Lublin.